# Ölfus
Ölfus, eller Sveitarfélagið Ölfus, är en kommun i Suðurland på Island. Folkmängden är 2 005 (2017).
Kommunens största tätort är Þorlákshöfn. Där finns också småorten Árbæjarhverfi med 63 invånare. Mineralvattnet "Glacial" kommer från Ölfuskällan i trakten.
Nordväst om Þorlákshöfn ligger Búrigrottan.